# Balaur bondoc
Balaur (il cui nome richiama il nome di un drago del folklore rumeno (pronuncia rumena: [baˈla.ur])) è un genere estinto di dinosauro teropode vissuto nel Cretaceo superiore, circa 70 milioni di anni fa (Maastrichtiano), nell'attuale Romania. Il genere contiene una singola specie, ossia B. bondoc, il cui nome specifico, bondoc, significa "tozzo", quindi Balaur bondoc significa "drago tozzo" in rumeno. Questo nome si riferisce alla maggiore muscolatura che Balaur presentava se paragonato ai suoi parenti. Il genere, descritto per la prima volta dagli scienziati nell'agosto 2010, è noto da due scheletri parziali (incluso l'esemplare tipo).
I fossili di Balaur furono trovati nelle formazioni di Densuş-Ciula e Sebeș, facenti parte di quella che un tempo era l'Isola di Haţeg, l'attuale Romania. L'isola di Hațeg è comunemente definita "l'isola dei dinosauri nani" e faceva parte dell'arcipelago europeo del mare Tetide, circa 70 milioni di anni fa, quando il livello del mare era più alto e gran parte dell'Europa presentava un clima tropicale o subtropicale. I primi studi sui fossili di questo animale lo classificarono tra i Dromaeosauridi, piccoli carnivori comunemente chiamati "raptor", che includono il Velociraptor, di dimensioni simili a Balaur. Tuttavia, le successive analisi filogenetiche hanno posto Balaur tra gli avialani basali, il gruppo che include gli uccelli moderni. A differenza di altri paraviani basali, Balaur presentava ben due artigli a falce, retrattili, su ciascun piede. Gli arti erano proporzionalmente più corti e più pesanti di quelli dei suoi parenti. Così come gli altri dinosauri abitanti di Hațeg, come Magyarosaurus, un sauropode nano, sono state proposte diverse teorie su come l'isolamento possa aver influito sull'evoluzione di questo animale.

## Descrizione

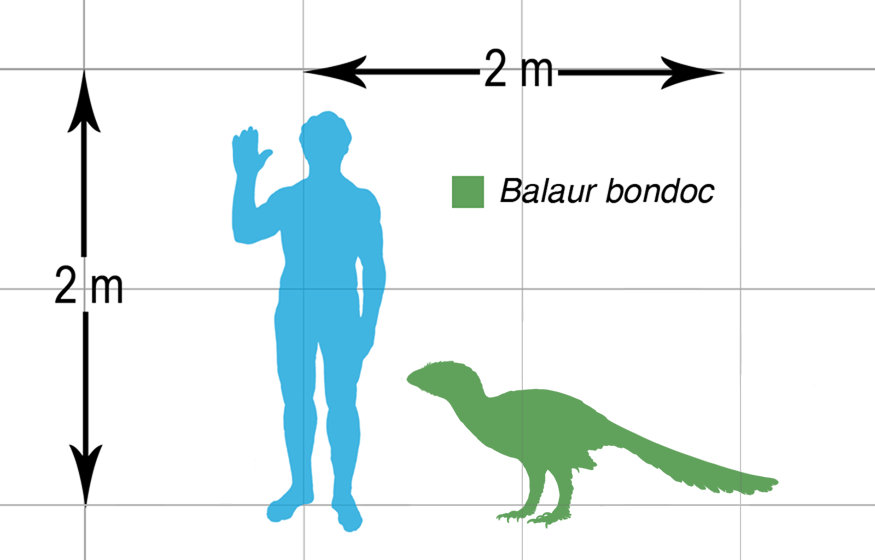
Dimensioni di B. bondoc, in confronto ad un uomo. Ogni segmento della griglia rappresenta un metro quadro

Balaur è un genere di dinosauro teropode che si stima sia vissuto circa 70 milioni di anni fa nel Cretaceo superiore (Maastrichtiano) e contiene la singola specie, ossia B. bondoc. Le ossa di questo animale erano più corte e più pesanti di quelle dei paraviani basali. Mentre i piedi della maggior parte dei primi paraviani presentano un unico, grande "artiglio a falce" sul secondo dito di ciascun piede, che era tenuto retratto da terra, Balaur possiede una coppia di artigli a falce su ciascun piede, sul primo e sul secondo dito. Oltre ai suoi strani piedi, l'esemplare tipo di Balaur è unico per il suo status di teropode fossile più completo del Cretaceo superiore europeo. Possiede anche un gran numero di autapomorfismi aggiuntivi, incluso un terzo dito ridotto e presumibilmente non funzionale, costituito da una sola falange rudimentale.
Lo scheletro parziale di questo animale è stato rinvenuto nelle argille rosse della Formazione Sebeş, in Romania. Questo esemplare consiste una serie di vertebre, una cintura scapolare e pelvica, e gran parte degli arti.

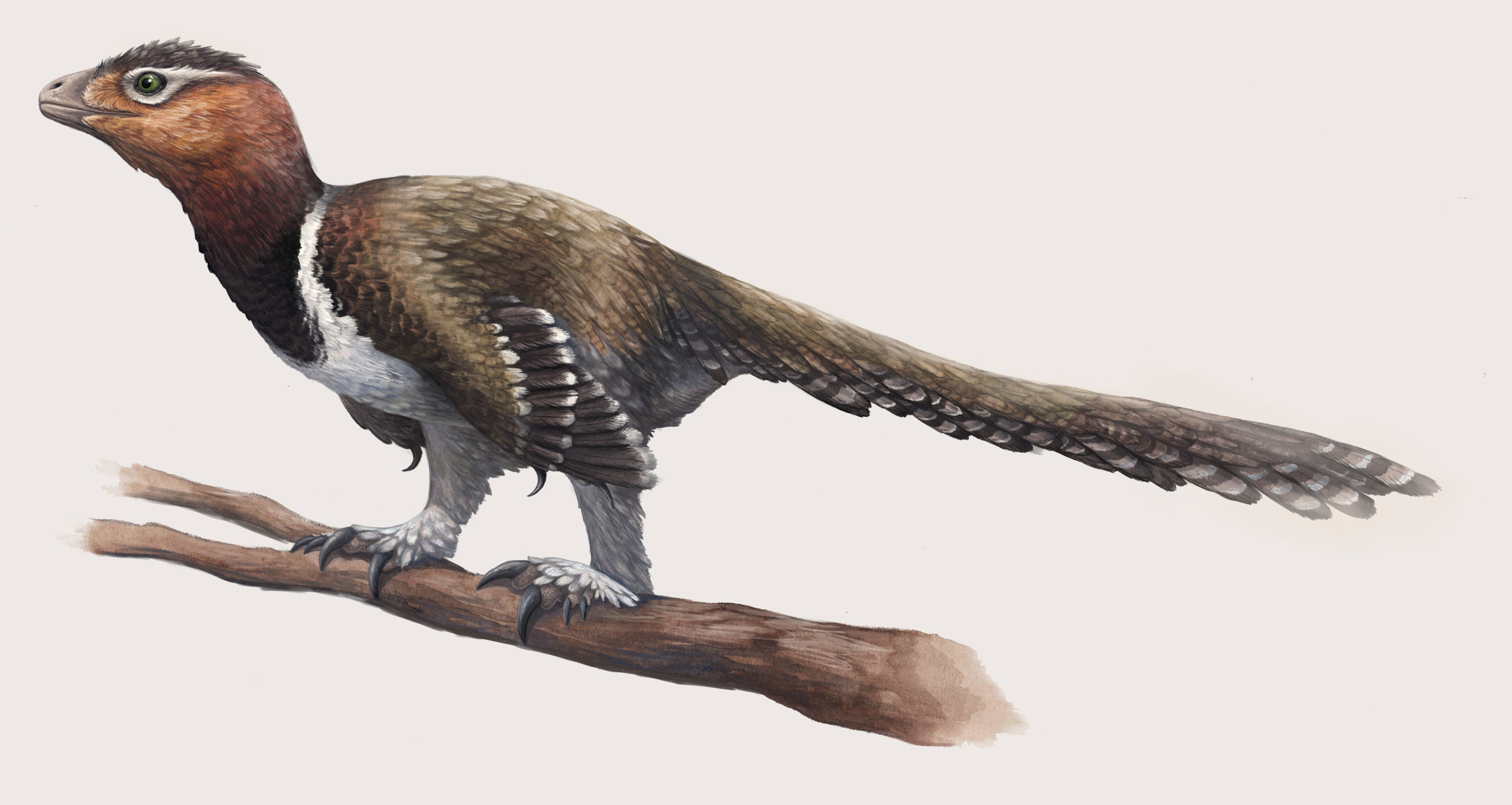
Ricostruzione di B. bondoc, secondo l'ipotesi di una sua appartenenza ad Avialae

Balaur aveva dimensioni simili a Velociraptor, e gli elementi scheletrici ritrovati indicano che questo animale poteva raggiungere una lunghezza di circa 1,8-2,1 metri (5,9–6,9 piedi). In Balaur, inoltre, il primo dito del piede (generalmente limitato ad uno sperone non funzionale) si è ri-evoluto per supportare il peso dell'animale e presentava un artiglio a falce iperesteso. Gli arti posteriori e i piedi erano corti e tozzi e presentavano ampie aree per l'attacco dei muscoli al bacino, indicando che l'animale non doveva essere molto veloce, ma in compenso era molto forte e robusto. Csiki et al. descrivere questo "nuovo piano corporeo" come "un drammatico esempio di morfologia aberrante sviluppata nei taxa che vivono nelle isole". I piedi tozzi sono esemplificati dalla lunghezza del metatarso essendo solo due volte la sua larghezza. È 1,5 volte più largo della parte inferiore della gamba. Entrambi i tratti sono unici nei teropodi. Lo scheletro di Balaur mostra anche un'ampia fusione delle ossa degli arti. Le ossa del polso ed i metacarpi sono fusi in un carpometacarpo. Le ossa pelviche sono fuse. Lo stinco, l'osso del polpaccio e le ossa della caviglia sono fusi in un tibiotarsus, mentre le ossa più basse della caviglia e il metatarso sono fusi in un tarsometatarsus. Il grado di fusione è tipico di Avialae, il ramo evolutivo degli uccelli e i loro parenti diretti. Durante il Maastrichtiano la maggior parte dell'Europa era frammentata in isole, e si pensa che un gran numero di caratteristiche bizzarre dell'animale siano il risultato di condizioni relativamente isolate imposte sulle popolazioni di animali dell'area. Specie isolate possono essere soggette a effetti di deriva genetica e alla cosiddetta "regola di Foster", secondo la quale specie piccole continentali diventano più grandi sulle isole, e viceversa.

## Classificazione

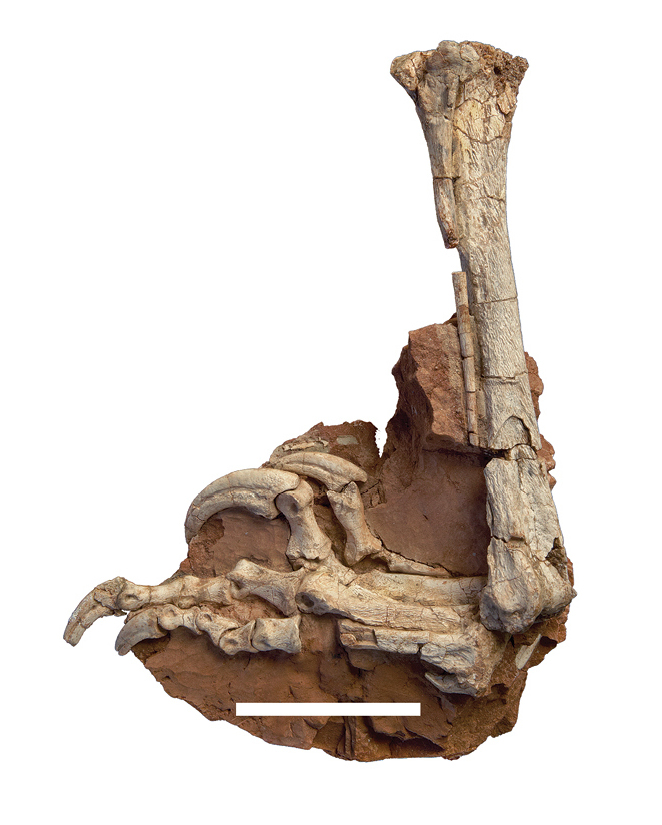
Fossile della zampa posteriore di Balaur bondoc. In evidenza i due artigli a falce.

Inizialmente Balaur è stato ritenuto essere un dromeosauride affine a Velociraptor e Adasaurus.
Analisi più recenti che utilizzano diversi set di dati anatomici hanno in seguito messo in dubbio l'appartenenza di Balaur ai dromeosauridi. Nel 2013, un'analisi contenente una vasta gamma di celurosauri ha scoperto che Balaur non era un dromeosauride, ma un Avialae basale, più strettamente legato agli uccelli moderni che ai Jeholornithiformes, ma più basale degli Omnivoropterygiformes. Uno studio pubblicato nel 2014 ha indicato invece Balaur come il sister group del clade Pygostylia. Un'analisi indipendente che ha utilizzato una versione ampliata del set di dati della descrizione originale di Balaur trasse una conclusione simile nel 2014. Nel 2015, i ricercatori Andrea Cau, Tom Brougham e Darren Naish hanno pubblicato uno studio in cui si è cercato di chiarire quali fossero i teropodi maggiormente imparentati con Balaur. La loro analisi non esclude completamente la possibilità che Balaur fosse un dromeosauride, ma è più probabile che questo animale fosse un Avialae non appartenente ai Pygostylia, sulla base di alcune importanti caratteristiche simili a quelle degli uccelli. Molti dei presunti tratti unici di Balaur sarebbero infatti normali per un membro di Avialae. Caratteristiche tipiche degli uccelli sono il grado di fusione delle ossa degli arti, il primo dito funzionale, il primo artiglio non minore del secondo, una lunga penultima falange del terzo dito, un piccolo quarto artiglio e un lungo quinto metatarso.
Alcuni ricercatori sostengono che Balaur potrebbe rappresentare un sinonimo junior di Elopteryx. Brusatte e colleghi hanno menzionato per la prima volta questa possibilità nel 2013, sebbene non la considerassero il caso più probabile. Nel 2019, Mayr e colleghi hanno affermato che la sinonimia rimane possibile ma sono necessari ulteriori studi per confermala. Hanno anche notato somiglianze con Gargantuavis ed Elopteryx, indicando che i tre taxa formano un clade nativo dell'arcipelago europeo del Cretaceo superiore. Nel 2024, Stoicescu e colleghi suggerirono che Elopteryx fosse un membro degli Avialae sulla base di un nuovo esemplare dalla Romania e che Balaur bondoc è probabilmente un sinonimo junior di Elopteryx.

## Storia della scoperta

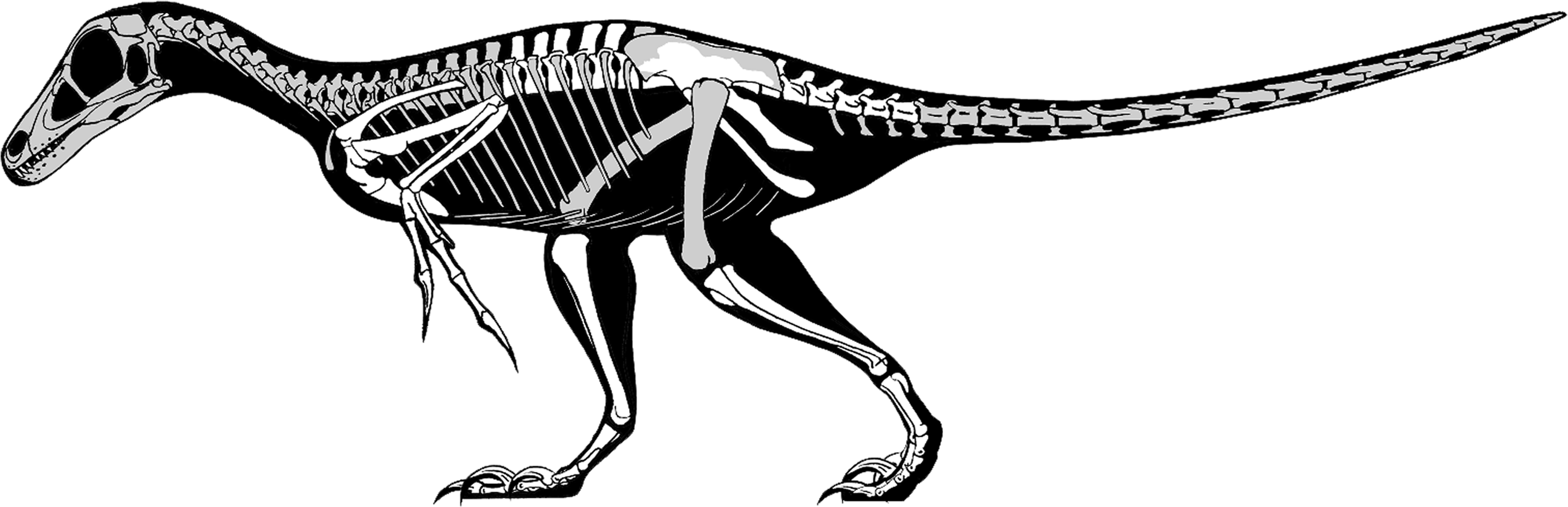
Ricostruzione dello scheletro di Balaur bondoc. In bianco le parti effettivamente rinvenute.

Le prime ossa ritrovate appartenenti a Balaur bondoc consistevano in sei elementi degli arti anteriori. Questi resti, catalogati come FGGUB R. 1580-1585, furono scoperti nel 1997 in Romania da Dan Grigorescu, ma la morfologia del braccio era così insolita che gli scienziati non riuscirono a combinarli correttamente, scambiandoli per i resti di un oviraptorosauro. Il primo scheletro parziale venne scoperto nel settembre 2009 in Romania, a circa 2,5 chilometri a nord di Sebeş, lungo il fiume Sebeş nella formazione di Sebeş, risalente Maastrichtiano inferiore, venendo catalogati con il numero di campo preliminare SbG/A-Sk1. Successivamente, questo esemplare ricevette il numero di inventario olotipo EME VP.313. A scoprirlo fu il geologo e paleontologo Mátyás Vremir della Transylvania Museum Society di Cluj Napoca che li inviò per le analisi a Zoltán Csiki dell'Università di Bucarest. I risultati vennero pubblicati il 31 agosto 2010, su Proceedings of the National Academy of Sciences. Gli esemplari del 1997 indicano un individuo circa il 45% più grande rispetto all'olotipo; sono stati trovati anche in uno strato sedimentario più recente.
Il nome generico Balaur (tre sillabe, sottolineato sul secondo /a/) deriva dalla parola rumena per un drago del folklore rumeno, mentre l'epiteto specifico bondoc (che significa "un individuo tozzo, paffuto") si riferisce alla forma piccola e robusta dell'animale. Poiché il balaur è un drago alato, il nome suggerisce inoltre la stretta relazione di Balaur con gli uccelli all'interno di Panaves. Bondoc è stato scelto dagli scopritori anche perché deriva dal turco bunduk, "piccola palla", alludendo così alla probabile origine asiatica degli antenati di Balaur.

## Paleobiologia

### Dieta e stile di vita

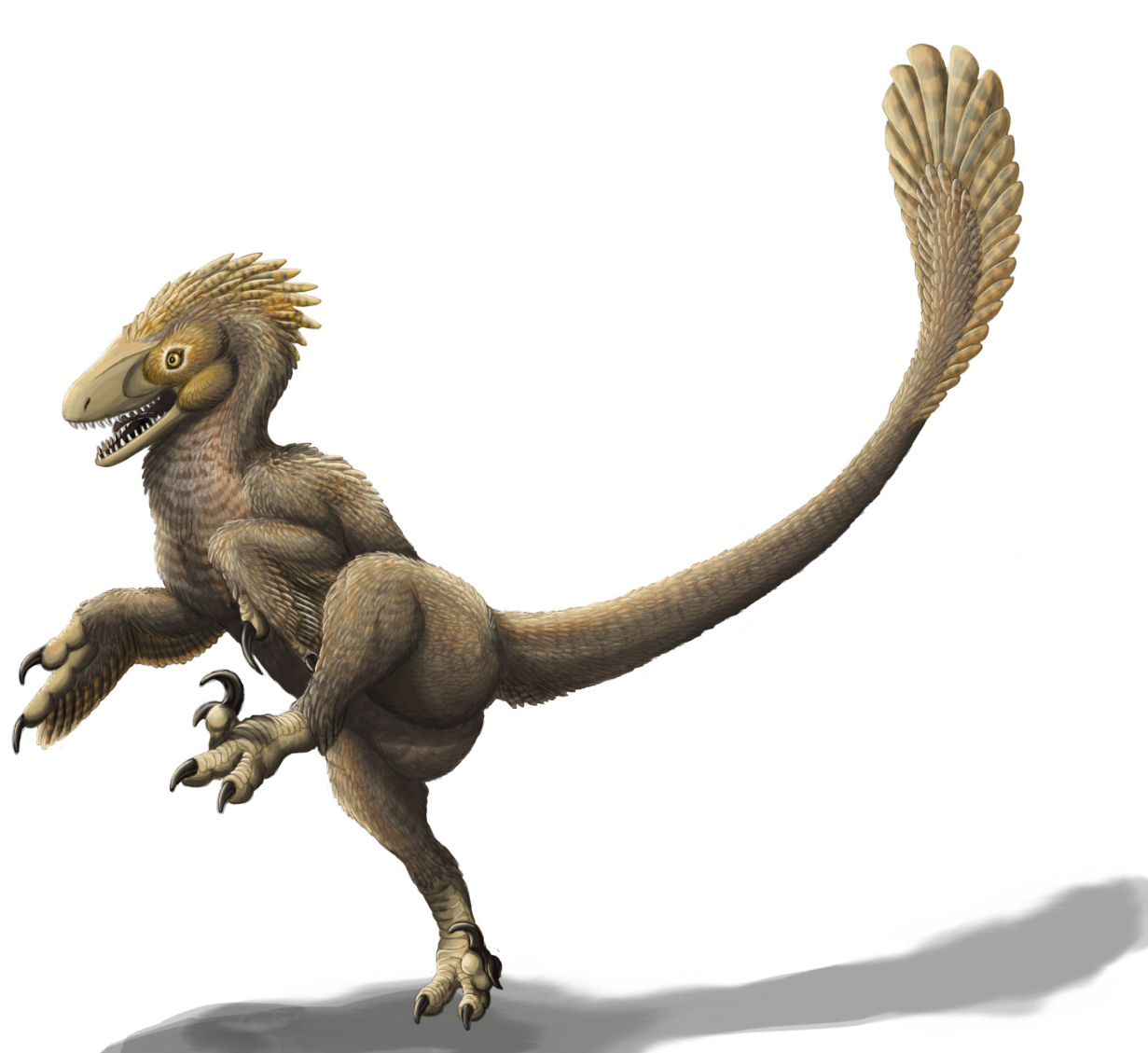
Ricostruzione di Balaur come dromaeosauro, mentre attacca utilizzando gli artigli a falce, come inizialmente ipotizzato

Non è chiaro quale fosse lo stile di vita di Balaur, ma Csiki ha ipotizzato che questo animale potrebbe essere stato uno dei predatori al vertice della catena alimentare, dal momento che non sono stati ritrovati fossili di carnivori più grandi in Romania. Csiki ritenne inoltre che Balaur avesse usato il suo doppio artiglio a falce per squartare le prede, mentre le mani probabilmente non venivano usate durante la caccia. Alcune ricostruzioni paleoartistiche , come le tavole di Emily Willoughby, mostrano Balaur appollaiato su rami. Il lunghissimo artiglio del primo dito potrebbe quindi fungere da appoggio per avere una salda presa su rami e tronchi; ipotizzando quindi per Balaur uno stile di vita semi-arboricolo. Uno degli scopritori di Balaur lo ha definito "più un lottatore che uno scattista", in rapporto a Velociraptor, ed era probabilmente in grado di cacciare animali più grandi di se stesso. Tuttavia, studi più recenti dimostrerebbero che l'anatomia del piede dei Paraves come Balaur indica che i grandi artigli erano usati per la presa della preda a terra, mentre le proto-ali venivano sbattute per immobilizzare la loro vittima. Una volta fatto ciò, questi animali avrebbero proceduto a cibarsi mentre la preda era ancora in vita, come fanno anche alcuni uccelli rapaci attuali. A causa della loro forma, gli artigli, non sarebbero stati efficaci in un attacco tramite squarciamento. Anche il breve metatarso fuso di Balaur e il grande primo artiglio, insolito anche per gli standard dei dromeosauridi, potrebbero essere coerenti con questi studi, e presterebbero ulteriore sostegno all'idea che Balaur fosse un predatore.
Il paleontologo italiano Andrea Cau ha ipotizzato che le caratteristiche aberranti presenti in Balaur possano essere state adattamenti alla dieta onnivora o erbivora, contrariamente alla maggior parte dei teropodi non aviani. La mancanza del terzo dito può essere un segno di un ridotto comportamento predatorio, e il robusto primo dito potrebbe essere interpretato come un adattamento per sostenere il peso piuttosto che un'arma. Queste caratteristiche sono coerenti con le brevi zampe robuste e soprattutto con il pube ampio e rivolto all'indietro, che potrebbe indicare un intestino ingrandito per digerire la vegetazione (così come una velocità ridotta). Cau ha indicato questo modello con il nome di "Dodoraptor". Tuttavia, alla luce delle ricerche fatte da Fowler et al., Cau ha osservato che l'anatomia di Balaur può essere più congruente con l'ipotesi che Balaur fosse un predatore.
Nel 2015, Cau e colleghi hanno riconsiderato l'ecologia di Balaur nella loro rivalutazione della sua posizione filogenetica, sostenendo che se Balaur fosse un Avialae, sarebbe filogeneticamente "circondato" da taxa ritenuti erbivori, come Sapeornis e Jeholornis. Ciò suggerisce uno stile di vita non ipercarnivoro e supporta le interpretazioni iniziali di Cau, e sarebbe indicato dal terzo dito ridotto, dalla mancanza di un'articolazione ginglimoide inferiore del secondo metatarso e dalla seconda falange ungueale piuttosto piccola e moderatamente ricurva. Balaur aveva un ampio bacino, zampe posteriori ampie, un grande primo dito, e grandi estremità inferiori dei metatarsi rispetto alle superfici di articolazione; tale combinazione, nei teropodi, si riscontra solo nei terizinosauridi erbivori.

### Effetti dell'insularità

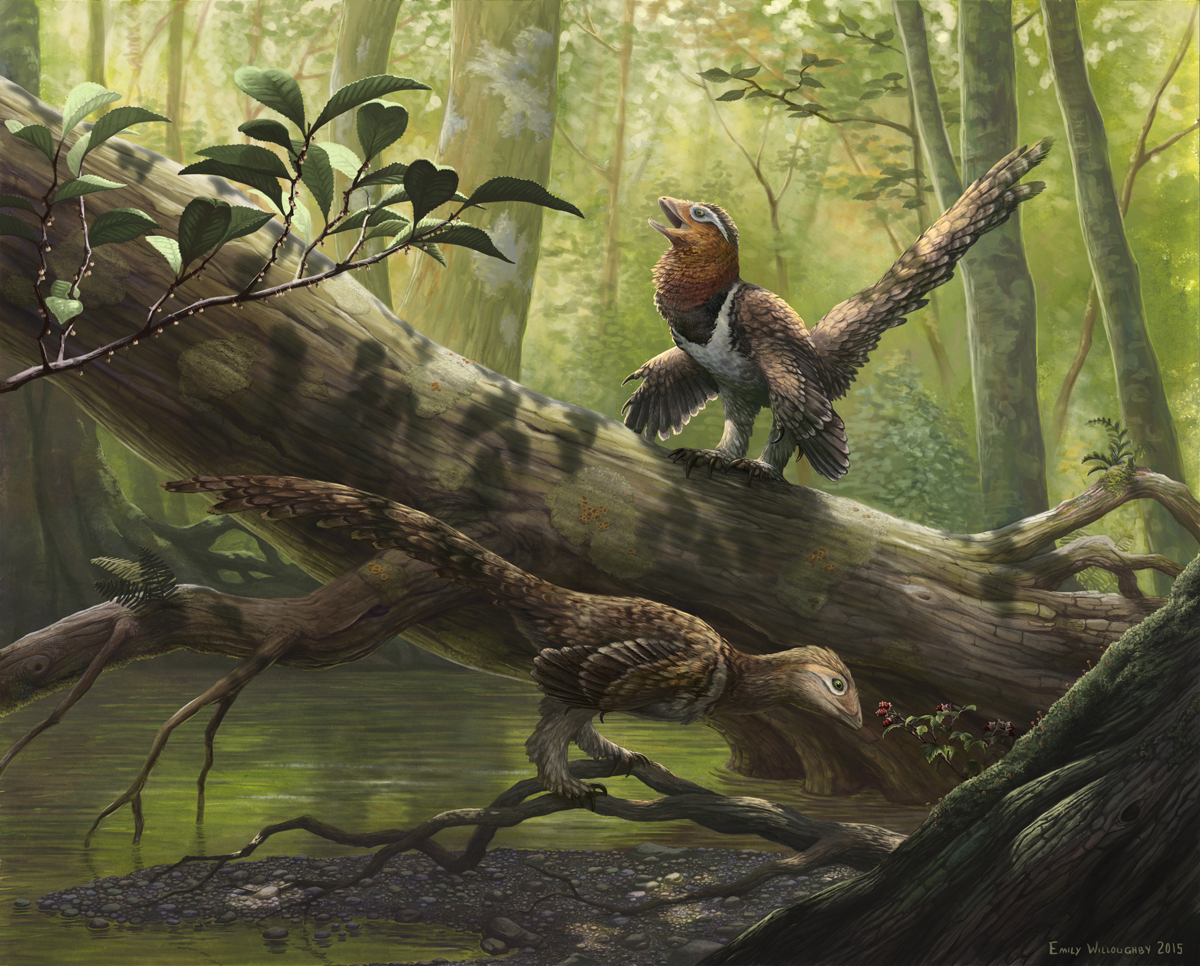
Coppia di Balaur nel loro ambiente nativo sull'isola di Hațeg, in quella che oggi è la Romania

Durante il Maastrichtiano, gran parte dell'Europa era frammentata in isole, e si pensa che un certo numero di caratteristiche bizzarre di Balaur possano essere il risultato di un "effetto isola", ovvero le condizioni relativamente isolate imposte su molte delle popolazioni animali in quest'area. Specie rimaste isolate possono essere soggette agli effetti della deriva genetica e l'effetto del fondatore può amplificare l'effetto delle mutazioni, che potrebbero invece essere diluiti in una popolazione più ampia. Possono inoltre esserci stati altri effetti dell'isola, quali la regola di Foster, che descrive come le piccole specie continentali diventino più grandi sulle isole, e le specie continentali di grandi dimensioni diventino più piccole. La Romania del Cretaceo, ad esempio, è nota per i suoi sauropodi nani. Nel 2010, si è ipotizzato che questo effetto isola sia consistito in rapidi cambiamenti in una specie invasiva arrivata da poco, e non come il risultato di uno sviluppo isolato di una forma endemica durante decine di milioni di anni. La (presunta) stretta parentela con Velociraptor avrebbe implicato che l'isolamento dell'isola di Haţeg sia stato relativo e intermittente.
Nel 2010, la maggiore robustezza di Balaur è stata confrontata con i cambiamenti paralleli osservati nei mammiferi erbivori sviluppatisi in isolamento (Csiki et al., 2010). Nel 2013, si è affermato che Balaur era l'unico vertebrato insulare predatore ad essere diventato più robusto, ed è stato suggerito che i piedi larghi si erano evoluti per migliorare la stabilità. Nel 2015 l'interpretazione di Balaur come un membro onnivoro degli Avialae, ha suggerito che questo animale era il discendente di una specie volante che aveva sviluppato una dimensione più grande, in modo simile a molti altri erbivori dell'isola (Cau et al., 2015). Ciò rappresenterebbe un raro esempio di perdita del volo secondaria in un paraviano che assomiglia ad un dromaeosauride, come predetto da Gregory S. Paul.